# Lyèce Boukhitine
Lyèce Boukhitine est un réalisateur, acteur, et dialoguiste français.

## Biographie
Élève du conservatoire d'Art Dramatique de Lyon et de l'ENSATT, il commence sa carrière en tant qu'acteur dans des téléfilms. À partir de 1996 il se lance dans la réalisation de courts métrages, et obtient deux nominations aux Césars du court métrage en 1999 pour La Vieille barrière et en 2007 pour Les Volets. Il obtient le grand prix du public du festival de Clermont-Ferrand en 1998.
En 2001 il réalise un long métrage, La Maîtresse en maillot de bain, Prix Spécial du Jury Festival de La Ciotat 2002.
Il réalise des films publicitaires depuis 2007.

## Filmographie partielle

### Réalisateur

#### Courts métrages
- 1995 : Faux départ
- 1998 : La Vieille Barrière
- 2002 : La Baraka
- 2004 : Entracte
- 2006 : Les Volets

#### Longs métrages
- 2002 : La Maîtresse en maillot de bain
- 2020 : Les Visages de la victoire

### Acteur
- 2000 Le Jour de grâce, court métrage de Jérôme Salle
- 2001 Les Amants du Nil de Éric Heumann
- 2005 Nuit noire 17 octobre 1961, téléfilm d'Alain Tasma

## Distinctions
- Nommé aux César pour les courts-métrages La Vieille barrière et Les Volets
- 1998 : Grand prix du public du festival de Clermont-Ferrand
- 2002 : Prix Spécial du Jury Festival de La Ciotat